# Costitx
Costitx is een gemeente in de Spaanse provincie en regio Balearen met een oppervlakte van 15 km². Costitx ligt op het eiland Mallorca en telt 1.246 inwoners (1 januari 2016).

## Demografische ontwikkeling
Bron: INE, 1877-2011: volkstellingen
Opm.: Tot 1860 behoorde Costitx tot de gemeente Sencelles
Alaró · Alcúdia · Algaida · Andratx · Ariany · Artà · Banyalbufar · Binissalem · Búger · Bunyola · Calvià · Campanet · Campos · Capdepera · Consell · Costitx · Deià · Escorca · Esporles · Estellencs · Felanitx · Fornalutx · Inca · Lloret de Vistalegre · Lloseta · Llubí · Llucmajor · Manacor · Mancor de la Vall · Maria de la Salut · Marratxí · Montuïri · Muro · Palma · Petra · Pollença · Porreres · Puigpunyent · Sa Pobla · Sant Joan · Sant Llorenç des Cardassar · Santa Eugènia · Santa Margalida · Santa María del Camí · Santanyí · Selva · Sencelles · Ses Salines · Sineu · Sóller · Son Servera · Valldemossa · Vilafranca de Bonany